# Lista över svenska serietidningsförlag
Här är en lista över svenska förlag som ger eller har gett ut serietidningar. Notera att förlag som enbart gett ut seriealbum och -böcker inte finns inkluderade. 

## Nuvarande förlag (2013)

### Egmont Kids Media Nordic
Förlaget, som är en del av den danska mediakoncernen Egmont (tidigare Gutenberghus), har sina rötter i och med att det första numret av Kalle Anka & C:o kom ut 1948. Under de första åren utgavs dock tidningen genom bokförlaget Richters förlag, för att 1957 förflyttas till Richters moderförlag Hemmets Journals förlag. 1987 började Hemmets Journal att lansera sina serietitlar under förlagsnamnet Serieförlaget och 1992 upphörde Hemmets Journals förlag helt att användas som utgivningsnamn för förlagets serietitlar. 1997 ändrades förlagsnamnet till Egmont Serieförlaget, vilket 2003 slogs ihop med Kärnan under namnet Egmont Kärnan, varefter det 2013 fick sitt nuvarande namn.
Förlaget har idag i det närmaste monopol på den svenska serietidningsmarknaden; bland dess största titlar märks - jämte Disneytidningarna - Bamse, Fantomen, 91:an, Knasen, Min häst, Herman Hedning, Tom och Jerry, Pondus, Humorklassiker, Uti vår hage, Elvis, Nemi, Ernie, Agent X9, Rocky Magasin, Spider-Man, Hälge, med flera.

### Ordfront förlag
Bokförlaget Ordfront ger sedan 1998 ut Galago - vars tidigare utgivare har varit Föreningen Galago (1980-1984), Tago förlag (1985-1995) och Atlantic förlag (1996-1997).

### Kolik förlag
Kolik förlag ger huvudsakligen ut seriealbum, men sedan 2011 publicerar man även serietidningen Utopi.

## Nedlagda, uppköpta och vilande förlag

### Stora förlag
Förlag med fler än 25 publicerade titlar

#### Semic Press,Alga,Åhlén & ÅkerlundsochSatellitförlaget
cirka 220 titlar.
Serieförlag inom Bonnierkoncernen.
1937 utkom på Bonnierkoncernens förlag för tidskrifter, Åhlén & Åkerlunds förlag, det första numret av Musse Pigg-tidningen, en tidning som fått epitetet "den första svenska serietidningen" (även om andelen seriesidor idag snarare skulle klassa den som en barntidning). Musse Pigg-tidningen lades dock ned redan påföljande år. Därefter publicerade spelföretaget Alga, då ännu Bonnierägt, de kortlivade serietidningarna Veckans serier och Algas serietidning.
1950 hakade Bonnier på den växande serietrenden med att ge ut det första numret av Fantomen. Man lär dock ha varit orolig för att serieutgivningen skulle förstöra Åhlén & Åkerlunds goda rykte i tidningsbranschen, och som förlagsnamn för Fantomen stod istället det nystartade Serieförlaget. Under andra hälften av 1950-talet kom namnet att ändras till Åhlén & Åkerlunds Ungdomstidningar, innan det i mitten av 1960-talet bytte namn till Semic Press. 
1984 övertog Semic de svenska rättigheterna för Marvels serier och förlade då dessa till dotterbolaget Satellitförlaget, dit 1989 även DC Comics-titlarna kom att flyttas. 1993 införlivades dock Satellitförlaget i moderbolaget och upphörde att existera.
Efter att ha köpt upp de största konkurrenterna Centerförlaget och Williams förlag var Semic Press under 1980- och 1990-talet en av de absoluta giganterna inom svensk serietidningsutgivning. 1997 såldes det dock till Egmont och gick upp i Egmont Serieförlaget.

#### Williams förlagochWinthers förlag
cirka 100 titlar
Förlaget grundades av Rolf Janson efter att denne slutat på Å&Å:s Ungdomstidningar och började sin bana med att år 1956 presentera tidningen Illustrerade Klassiker för den svenska publiken. Under de första åren var detta förlagets enda titel, och man gick under namnet Illustrerade Klassikers förlag, men då man under det följande decenniet började man ge ut fler titlar, bytte förlaget 1965 namn till Williams förlag. Under 1960-talet påbörjades utgivningen av en mängd barntidningar och 1969 när Centerförlaget köptes upp av Bonnierägda Semic Press, övertog man även några av dess titlar. 1975 köptes även Williams upp av Bonnier.
Efter att Williams utgivning avslutats stod dotterbolaget Winthers som utgivare för barntidningen Pellefant och ridtidningen Vi i sadeln under några månader 1975, innan Semic tog över också dessa titlar.

#### Centerförlaget
cirka 80 titlar
Förlaget etablerades år 1948 av Armas Morby, som inspirerats av den snabbt växande amerikanska serieindustrin. Under de första åren var namnet Press & Publicity men 1952 bytte man till Centerförlaget. Under 1950-talet blev man marknadsledande, bl.a. genom Seriemagasinet och två tidningar med material från DC Comics: Stålmannen och Läderlappen. Under 1960-talet tappade man dock mark och 1969 köptes Centerförlaget upp av Semic Press.

#### Atlantic förlag,Pandora PressochTago förlag
cirka 70 titlar.
Efter att Williams Förlag köpts av Bonnierägda Semic Press 1975 startade Williams tidigare ledning Atlantic förlag 1977. Man fick rättigheterna till det amerikanska förlaget Marvel Comics serier, vilka tidigare varit utspridda på flera olika förlag. 1984 övergick dock Marvel-rättigheterna till Semic, och under de påföljande åren gjorde man istället bl.a. flera försök med serietidningar baserade på populära TV-serier.
Tago förlag publicerade Galago åren 1980-1995, och Pandora föddes 1986 och introducerade bl.a. humortidningarna Larson! och Don Martin  för att från och med 1990 enbart ge ut tidningar i samarbete med Atlantic.
2000 avvecklades verksamheten och majoriteten av de titlar som överlevde nedläggningen såldes till Egmont. Undantaget var dock Larson!, som gick till den nya aktören Full Stop Media.

#### Full Stop Media,Schibsted förlagenochManga Media
cirka 30 titlar
Full Stop Media grundades som ett dotterbolag till den norska Schibsted-koncernen, år 2000. Årsskiftet 2005/2006 bytte man namn till Schibsted förlagen, och vid 2009 års utgång upphörde förlaget med sin verksamhet. Deras titlar gick antingen till Egmont eller försvann från marknaden.
Manga Media bildades 2003 som ett samriskföretag mellan Schibsted och Bonnier Carlsen. Det upphörde samtidigt med Schibsted.

### Mindre förlag
- Red Clown - 25 titlar
- Allers förlag - 23 titlar
- Formatic Press/Dennis förlag/Peos förlag - 21 titlar
- RSR Epix - 18 titlar
- Pingvinförlaget - 13 titlar

### Förlag med sex eller färre titlar
- Albinsson & Sjöberg
- B. Wahlströms bokförlag
- Beliförlaget
- Boklito
- Buster Nordic
- Cartoon Press
- Cirkelförlaget
- Competition Press
- Etikett förlag
- ETC förlag
- Frenn Press
- Fria serier
- Förlags AB Hansa/Alla Tiders Serieförlag
- Förlagshuset Norden
- ICO-tryck
- Intercomics Press
- Jack förlag
- Jack och Jills förlag
- Jemi förlag
- K G Jönsson
- Kontinentpress
- Komika förlag
- Leska
- Läsförlaget
- Malmborg & Hedström
- Monogram Press
- Mushtaq Trading Corporation
- Nordisk Rotogravyr
- Oscar Caesar
- Populärpressförlaget
- Positiv förlag
- Rune A-serier/Bamseförlaget
- Serieplaneten
- Skadeglatt Leende
- Skandinavisk Press
- Stabenfeldt
- Stoby förlag
- Stupido Publication
- Svenska Serier AB
- Tidningshuset Lerum
- Tidskriftsförlaget
- Tiprod